# Tha Carter III
Tha Carter III er et album lavet af Lil Wayne. Det udkom i 2008. Med flere numre som endte på billboards 1. plads. Den solgte 1 million på en uge.